# Highlander III: The Sorcerer
Highlander III: The Sorcerer (Highlander 3: El guerrero en Hispanoamérica; Los inmortales III: El hechicero en España) es la tercera entrega en la serie Highlander. Fue lanzada el 30 de noviembre de 1994. Connor MacLeod es el protagonista.

## Sinopsis
MacLeod se enfrenta al malvado Kane, en el Japón feudal, pues hasta allí se ha desplazado el héroe en busca de un maestro de la magia para que le transmita sus conocimientos. En un salto en el tiempo ambos vuelven a enfrentarse en el siglo XX.

## Elenco
| Actor               | Papel                                    |
| ------------------- | ---------------------------------------- |
| Christopher Lambert | Connor MacLeod / Russell Nash            |
| Mario Van Peebles   | Kane                                     |
| Deborah Kara Unger  | Dr. Alexandra Johnson / Sarah Barrington |
| Martin Neufeld      | Lt. John Stenn                           |
| Mako Iwamatsu       | Nakano                                   |
| Raoul Trujillo      | Senghi Khan                              |
| Jean-Pierre Perusse | Khabul Khan                              |
| Daniel Do           | Dr. Fuji Takamura                        |
| Gabriel Kakon       | John MacLeod                             |
| Louis Bertignac     | Pierre Bouchet                           |
| Michael Jayston     | Jack Donovan                             |

## Recepción
La crítica ha sido negativa. Tiene un 5% en Rotten Tomatoes.

## Banda sonora
- "Ce He Mise le Ulaingt? The Two Trees" por Loreena McKennitt.
- "Bonny Portmore" por Loreena McKennitt.
- "God Took A Picture" por Suze DeMarchi.
- "Bluebeard por Cocteau Twins.
- "Dr. Feelgood" por Mötley Crüe.
- "Dummy Crusher" por Kerbdog.